# مرهم

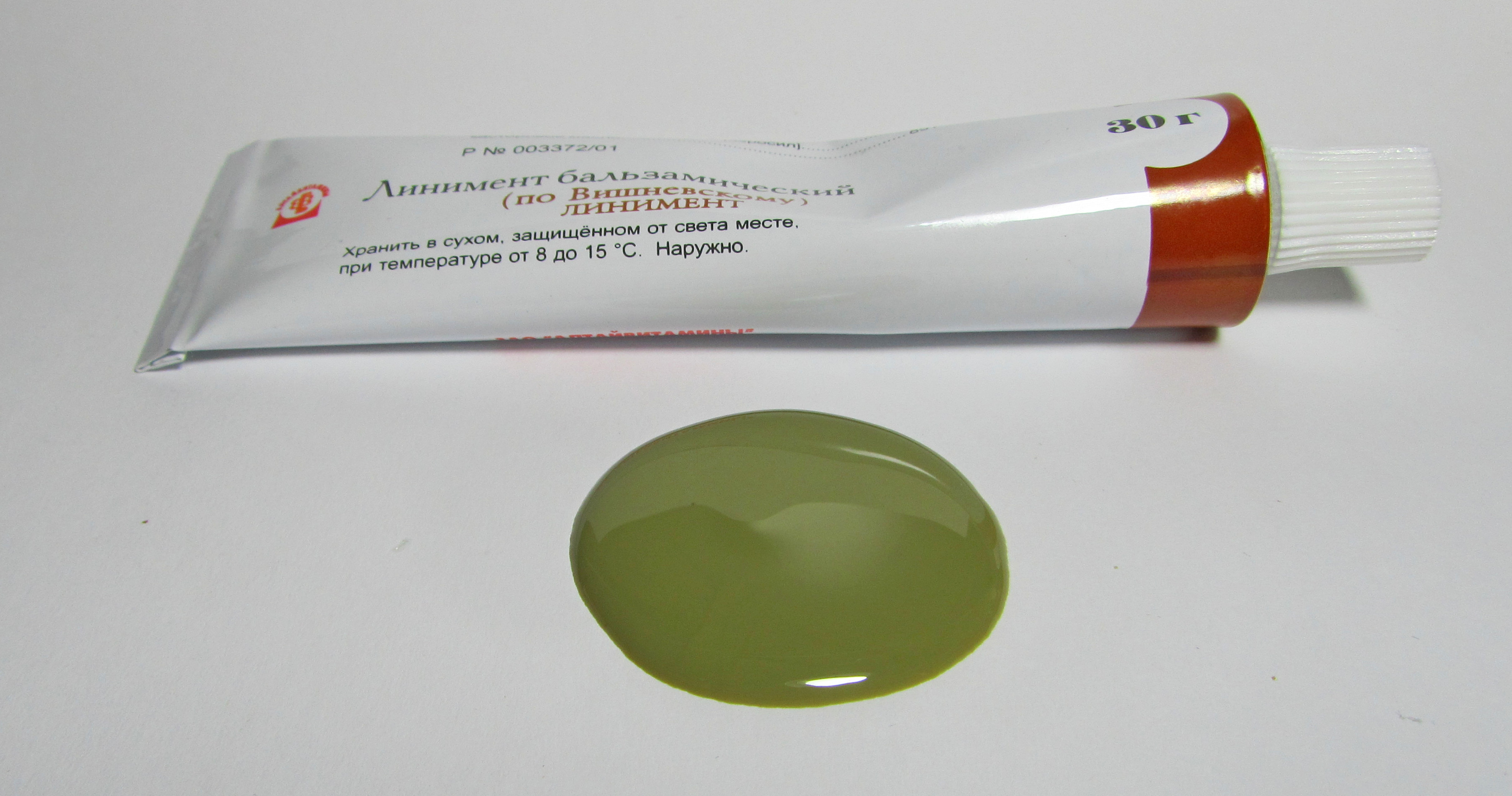

المَرْهَـم شكل صيدلاني شبه صلب لزج القوام معد للاستعمال الخارجي على الجلد والأغشية المخاطية للعين (مرهم عيني)، الأنف، أو المهبل.
تحتوي المراهم على المواد الدوائية موزعة أو ذائبة في القاعدة المرهمية. يختلف المرهم عن الكريم بأن مذيب الدواء فيه هو الماء أو مادة ذائبة في الماء، على خلاف الكريم إذ أن المذيب فيه هو مادة زيتية أو دهنية.

## الاستعمال
تستعمل المراهم للأغراض التالية:
1. - لتأثيرها الواقي حيث تشكل طبقة تعزل الجلد عن المؤثرات الخارجية.
2. - لتأثيرها المطري حيث تقي الجلد من الجفاف.
3. - لتأثيرها العلاجي حيث تعالج حالات الحكة والحساسية والأكزيما والتسلخات الجلدية وغيرها.
4. - لتأثيرها النازع للشعر.
5. - لتأثيرها المطهر للجروح والجلد.
6. - لتأثيرها المسكن أو المخدر لتخفيف الألم.

## أمثلة على المراهم
1. - مرهم أكسيد الزنك: يستعمل مطهراً وواقياً وقابضاً وفي الأكزيما والحصف والقرع والحكة والحروق.
2. - مرهم حمض البوريك: يستعمل مضاداً للعفونة وفي علاج الأكزما وقرحة الفراش والحصف.
3. - مرهم ويتفيلد Whitefield Ontment أو مرهم حامض البنزويك المركب: يستعمل مزيلاً للطبقة الكيراتينية (Keratolytic) ومضاداً للفطريات وفي قرع الرأس.
4. - مرهم الكبريت يستعمل في علاج الجرب(Scabies) وفي علاج القرع وداء القمل (Pediculosis).